# Giorgio Bo
Giorgio Bo, né le 4 février 1905 à Sestri Levante et mort le 19 janvier 1980 à Rome, est un universitaire et homme politique italien membre de la Démocratie chrétienne (DC).
Issu de la classe moyenne de la Riviera ligure, il étudie le droit à l'université de Gênes et se rapproche pendant son cursus des mouvements de jeunesse catholiques. Il devient universitaire spécialiste en droit privé au début des années 1930.
S'il ne participe pas à la résistance contre Benito Mussolini, il fonde en 1943 un petit parti chrétien-social, qui fusionne rapidement avec la Démocratie chrétienne (DC) d'Alcide De Gasperi. Il rejoint finalement le Comité de libération nationale (CLN) en 1944.
Il prend position en 1946 pour la création de la République et se trouve élu deux ans plus tard sénateur de Ligurie. Il est désigné vice-président du Sénat de la République en 1953.
Giorgio Bo entame en 1957 une carrière gouvernementale de plus de dix ans avec peu d'interruption. Il est d'abord ministre des Participations de l'État jusqu'en 1958, puis ministre de l'Industrie. Il devient en 1959 ministre pour la Réforme de l'administration publique. Il retrouve en 1960 le ministère des Participations de l'État et l'occupe pendant plus de huit ans. Il fait son retour au sein de l'exécutif en 1959 comme ministre pour la Recherche scientifique.
À compter de 1970, il n'exerce plus aucune responsabilité ministérielle. Il est réélu au Sénat une dernière fois en 1972, mais il met un terme à sa carrière politique en 1976. Il meurt quatre ans plus tard dans la capitale, mais il est inhumé dans sa ville natale, en Ligurie.

## Biographie

### Jeunesse
Giorgio Bo naît le 4 février 1905 à Sestri Levante, une petite ville de la province de Gênes, sur la Riviera du Levant. Son père, Silvio Bo, est banquier.
Il accomplit ses études secondaires auprès des piaristes à Chiavari puis s'inscrit à l'université de Gênes pour y étudier le droit. Il achève son cursus en 1928 avec une thèse sur la pensée philosophique de Thomas d'Aquin. Il devient alors vice-président de la section gênoise de la Fédération universitaire catholique italienne (FUCI).

### Vie d'universitaire
Il obtient le 1er décembre 1933 l'autorisation d'enseigner le droit civil. Il doit alors prêter serment au régime fasciste de Benito Mussolini, un acte imposé à l'ensemble du corps enseignant. Il est enseigne d'abord le droit privé à l'université de Modène, puis devient professeur extraordinaire de droit privé à l'université de Ferrare en 1934. 
Il revient en 1936 à l'université de Gênes, où il obtient l'année suivante le titre de professeur universitaire, afin d'y enseigner le droit civil.

### Passage dans la Résistance
Alors qu'il n'appartient pas à la Résistance italienne, il participe en juillet 1943 à la fondation du Parti démocrate social chrétien de la Ligurie, notamment avec Paolo Emilio Taviani. Un mois plus tard, le petit parti fusionne avec la Démocratie chrétienne (DC) à la demande du fondateur de celle-ci, Alcide De Gasperi.
Il rejoint donc le comité interrégional de la DC de l'Italie du Nord à Milan, où il représente la branche ligure. Il est ainsi présent en ville lorsque plusieurs cadres du parti sont arrêtés le 26 octobre 1944. Il intègre alors le Comité de libération nationale de l'Italie du Nord (CLNAI).

### Sénateur
Il remporte son premier mandat électoral en 1946, lorsqu'il est élu au conseil communal de Gênes. Il est nommé en parallèle secrétaire régional de la DC de Ligurie puis membre de la direction nationale du parti en 1947.
Lors de la campagne pour le référendum institutionnel sur la forme de l'État de juin 1946, il prend position en faveur de l'établissement de la République, donc de l'abolition de la monarchie. Cette option est approuvée à 54,3 % au niveau national et à 70,3 % dans la province de Gênes.
Aux élections générales du 18 avril 1948, il postule au Sénat de la République dans la 6e circonscription de Ligurie, « Gênes-IV ». Avec 66 085 voix, il remporte 58,9 % des suffrages exprimés. Bien qu'il échoue à se faire élire dans le collège électoral, car la loi électorale impose un score de 65 %, il est repêché au niveau régional et entre ainsi à la nouvelle chambre haute du Parlement de la République.
Membre de la commission parlementaire de la Justice, il est le promoteur en 1949 d'une réforme du Code civil et met en garde ses collègues et le gouvernement contre un recours excessif à l'amnistie. Il se révèle également un défenseur de la démocratisation de l'enseignement supérieur. En juillet 1950, il estime en séance publique que l'État italien doit disposer — via l'AGIP — du monopole d'exploitation des hydrocarbures en Padanie.
Il siège au sein comité de direction du groupe parlementaire de la Démocratie chrétienne à partir du 1er janvier 1951 et jusqu'à la fin de la législature.
Après avoir été réélu sénateur avec 55 578 voix — soit 45,9 % des exprimés — au cours des élections générales du 7 juin 1953, il devient le 25 juin vice-président du Sénat lors de l'ouverture de la IIe législature.

### Ministre pendant 13 ans
Le 19 mai 1957, Giorgio Bo est nommé à 52 ans ministre des Participations de l'État dans le gouvernement minoritaire monocolore d'Adone Zoli. Sa désignation suscite une certaine inquiétude puisqu'il revendique appartenir à la gauche de la DC. Il retrouve au cabinet Paolo Emilio Taviani, ministre de la Défense.
À la suite des élections de 1958, Amintore Fanfani prend la succession de Zoli à la présidence du Conseil. Bien qu'il soit maintenu au gouvernement, Bo est muté en tant que ministre de l'Industrie et du Commerce le 1er juillet. Le 15 février 1959, le nouveau chef de l'exécutif Antonio Segni le désigne ministre sans portefeuille, délégué à la Réforme de l'administration publique. Fernando Tambroni le confirme dans cette fonction le 25 mars 1960, mais il démissionne seulement deux semaines plus tard pour signifier son opposition au fait que le cabinet doit son investiture aux votes du Mouvement social italien (MSI).
Il retrouve le 26 juillet le ministère des Participations de l'État. Il en assume la direction jusqu'au 11 décembre 1968, soit pendant huit ans et quatre mois. Il siège dans sept gouvernements et sous trois présidents du Conseil distincts : Amintore Fanfani, Giovanni Leone et Aldo Moro.
Après l'arrivée au pouvoir de Mariano Rumor en décembre 1968, il quitte à nouveau l'exécutif. Il revient du 5 août 1969 au 26 mars 1970, en tant que ministre sans portefeuille, délégué à la Recherche scientifique et technologique dans le gouvernement Rumor II. Après cette dernière expérience ministérielle, il ne siégera plus jamais au sein d'un cabinet italien.

### Fin de carrière
Il postule une dernière fois au Sénat lors des élections générales anticipées des 7-8 mai 1972, dans la 7e circonscription ligure, « Chiavari ». Il y totalise 53 536 voix, soit 43,5 %. Il conserve son mandat au niveau régional mais ne se représente pas au scrutin anticipé de 1976, mettant fin à plus de 30 ans d'engagement politique.
Il meurt à Rome le 19 janvier 1980, à quelques jours de son 75e anniversaire. Il est enterré à Sestri Levante.